# Ignatius Aphrem II
Ignatius Aphrem II (syriska: ܡܪܢ ܡܪܝ ܐܝܓܢܛܝܘܣ ܐܦܪܝܡ ܬܪܝܢܐ Moran Mor[y] Ignaṭius Afrem Trayono, arabiska: مار إغناطيوس أفرام الثاني Mār Iġnāṭīūs Afrām al-Ṯānī) född Saʿid Karim 3 maj 1965 i Qamishli, Syrien, är sedan år 2014 Syrisk-ortodoxa kyrkans patriark.

## Biografi
Afrem Karim föddes i al-Qamishli, Syrien, den 3 maj 1965, som den yngste sonen till Issa och Khanema Karim. Afrem Karim förlorade sin far i tidig ålder. Han trädde in i S:t Afrems teologiska seminarium i Atchaneh, Libanon, 1977 efter att han avslutat grundskolan i al-Qamishli.
År 1982 tjänade han det syrisk-ortodoxa ärkestiftet i Aleppo, Syrien, under två års tid. Från 1984 till 1988 avlade han en kandidatexamen i teologi vid det koptiska teologiska seminariet i Kairo. År 1985 vigdes han i Egypten till munk och fullvärdig diakon och senare samma år i al-Qamishli till präst. Från 1988 till 1989 tjänstgjorde han som sekreterare åt sin företrädare patriark Ignatius Zakka I Iwas samt undervisade vid S:t Afrems teologiska seminarium i Damaskus.
Från 1991 studerade Aphrem vid S:t Patricks College i Maynooth i Irland där han 1994 erhöll teologisk doktorgrad med en avhanling om korsets symbolik i den syriska kristenheten.
Ignatius Aphrem II talar både klassisk och folklig assyriska/syriska samt arabiska, franska och engelska.

## Ärkebiskop och patriarkalisk ställföreträdare för Syrisk-ortodoxa kyrkan i östra USA
Den 28 januari 1996 vigdes Afrem till ärkebiskop i Syrisk-Ortodoxa Kyrkan och tilldelades ansvaret för det patriarkaliska ställföreträdarskapet för Syrisk-ortodoxa kyrkan i Östra USA av patriark Zakka I Iwas i Jungfru Marie syrisk ortodoxa kyrka i al-Qamishli. Han tilldelades hedersnamnet ”Cyril”.
Han installerades officiellt som ärkebiskop i sitt nya stift den 2 mars 1996 i St Markus, Syrisk ortodoxa kyrkan i Teaneck, New Jersey, USA. Under Under hans ledarskap instiftades 11 nya församlingar så att stiftet därefter  stiftet idag hade 20 församlingar. Han instiftade vidare en
syrisk-ortodox ungdomsorganisation, Syriac Orthodox Archdiocesan Youth Organization (SOAYO).

## Patriark av Antiokia och Hela Östern
Ärkebiskop Aphrem valdes av den heliga syrisk-ortodoxa synoden som samlats i St. Jakob Baradeus kloster i Atchane, Libanon i samband med begravningsceremonierna för den bortgångne patriarken Ignatius Zakka I Iwas till den 123:e patriarken av Antiokia och hela Östern. Valet leddes av Baselios Thomas I, den högste representanten för den syrisk-ortodoxa kyrkan i Indien och av Severius Jamil Hawa, ärkebiskop av Bagdad och Basra och utnämnd Locum tenens. 
Ärkebiskop Afrem Karim vigdes till Patriark av Antiokia och Hela Östern och aposteln S:t Petrus efterträdare den 29 maj 2014 under en högtidlig ceremoni i det patriarkaliska katedralen St.Georgis i Damaskus, Syrien, mitt under pågående inbördeskrig. Han kom att bli den 123:e Patriarken av Antiokia och Hela Östern. Han mottog det traditionella ärenamnet ”Ignatius” som bekläs alla patriarker av Antiokia sedan 1445.

### Officiell titel
Hans Helighet Ignatius Aphrem II, Patriark av Antiokia och hela Östern och överhuvud för den universella Syrisk Ortodoxa kyrkan.

## Apostoliskt Sverigebesök
På begäran av de två Syrisk-ortodoxa stiften i Sverige besökte Ignatius Aphrem II Sverige den 22 maj 2015 – 2 juni 2015. Det apostoliska besöket i Sverige inkluderade ett möte med Sveriges statsminister Stefan Löfven, ett besök på utrikesdepartementet där han träffade Sveriges utrikesminister Margot Wallström och en audiens med på Stockholms slott där patriarken mottogs av kung Carl XVI Gustaf och drottning Silvia.
Detta var första besöket av en syrisk-ortodox patriark i Sverige sedan 1987.
I samband med det apostoliska besöket i Sverige publicerade Syrisk Ortodoxa kyrkans ungdomsförbund patriarkens doktorsavhandling på svenska.
- Karim, Cyril Aphrem (2015). Korsets symbol hos de tidiga syriska kyrkofäderna. SOKU. ISBN 9789198247022. Läst 8 januari 2015

Ignatius Aphrem II besökte även Sverige år 2018, då han bland annat träffade ärkebiskop Antje Jackelén i Uppsala.
I september 2021 besökte patriarken Norrköping, för att inviga ett minnesmärke över folkmordet Seyfo 1915.
Den 25 september 2021 invigde Ignatius Aphrem II Sankt Markus kyrka i Linköping.